# Ebersdorf (Dolna Saksonia)
Ebersdorf – miejscowość i gmina w Niemczech, w kraju związkowym Dolna Saksonia, w powiecie Rotenburg (Wümme), wchodzi w skład gminy zbiorowej Geestequelle.